# Chrysocraspeda altegradia
Chrysocraspeda altegradia är en fjärilsart som beskrevs av Louis Beethoven Prout 1931. Chrysocraspeda altegradia ingår i släktet Chrysocraspeda och familjen mätare. Inga underarter finns listade i Catalogue of Life.